# Tilo Acksel
Tilo Acksel (* 17. Juni 1970 in Annahütte) ist ein deutscher Schauspieler und Moderator.

## Leben
Acksels Eltern Ulrich und Karin Acksel erfanden die Erlebnisgastronomie im Osten Deutschlands und betrieben von 1965 bis 1988 in Großräschen die einzige Erlebnisbereichsgaststätte der DDR. Sie wurden unter anderem durch die DDR-Fernsehreihe Außenseiter-Spitzenreiter bekannt. Mit 15 Jahren wurde Acksel wegen angeblicher Republikflucht verhaftet. Dieser Umstand und seine spätere Exmatrikulation vom Institut für Lehrerbildung in Cottbus mit der Begründung „Zweifelhafter Klassenstandpunkt“ machten aus ihm einen Gegner des DDR-Regimes. Er floh 1989 über Ungarn in den Westen.
In München war Acksel als freier Moderator bei Radio Charivari, Radio Arabella und Radio Alpenwelle tätig. Seine Schauspielausbildung begann er 1988 bei Doris Thalmer am Berliner Ensemble und vervollständigte diese mit Beles Adam und Prof. Anneliese Hofmann de Boer in München. Am 9. September 1990 absolvierte er sein Fernsehdebüt als Interpret bei Carmen Nebel in der Sendung Sprungbrett. Seitdem wirkte er in mehreren Fernseh- und auch Kinoproduktionen hauptsächlich in Neben- und Gastrollen mit. Seit 2016 ist er fast täglich als Direktor Oskar Frey in der UFA-Serie Spotlight auf Nickelodeon / Netflix zu sehen. Von 2014 bis 2017 produzierte Acksel gemeinsam mit dem Fernsehsender TORNER.tv eine Geburtstagsshow für und mit Dagmar Frederic sowie 20 Ausgaben des Fernsehshowformates Komm zu Acksel.
Als Autor zeigte Acksel sich für Artikel der Zeitschrift Zukunftsblick verantwortlich, darunter ein Porträt über die Sängerin Ella Endlich, über die Heiligsprechung zweier Päpste, die Geburtskirche von Jerusalem und die Spiritualität in der DDR. 2020 erschien Tilo Acksels Autobiografie Vom Günstling zum Gegner.
Im August 2021 war Acksel im Wirtshaus Moorlake im Berliner Grunewald als Toilettenmann tätig, „um Menschen zu studieren und man kommt ins Gespräch“.
Aus den Erlebnissen und Erkenntnissen dieser Zeit schöpfte Tilo Acksel sein neuestes Werk „Das große Geschäft – Annalen eines Klomannes, der keiner war“, das Anfang 2022 erschien.
Acksel kandidierte 2024 für den Brandenburger Landtag auf Listenplatz 7 für die WU im Landesverband Brandenburg.

## Filmografie (Auswahl)

### Fernsehen
- 1990: Sprungbrett
- 1991: Knastmusik
- 1992: Tatort: Unversöhnlich
- 1994: Der Fahnder (Folge 92: Der Neue)
- 1995: Praxis Bülowbogen
- 1996: Schwurgericht
- 1997: Aus heiterem Himmel
- 1999: Polizeiruf: Bruderliebe
- 2000: Tatort: Einmal täglich
- 2001: Aktenzeichen XY … ungelöst (eine Folge)
- 2002: Die Rosenheim-Cops (Folge 5: Das Geheimnis vom Chiemsee)
- 2005: Alle lieben Jimmy
- 2005: Polizeiruf 110: Die Prüfung
- 2005: Nicht ohne meinen Schwiegervater
- 2007: Polizeiruf 110: Jenseits
- 2015–2017 Komm zu Acksel (Moderation)
- seit 2016: Spotlight
- seit 2017: Ella Schön

### Kino (Nebenrollen)
- 1993: Einfach nur Liebe
- 1996: Diebinnen
- 2007: Du bist nicht allein

## Buchveröffentlichung
- Vom Günstling zum Gegner. Torner Verlag für deutsche Literatur, Hamburg 2020, ISBN 978-3-942226-26-4.
- Das große Geschäft. Torner Verlag für deutsche Literatur, Hamburg 2022, ISBN 978-3-942226-28-8.
- Wer von Ihnen, meine Herren, tanzt Tango? Torner Verlag für deutsche Literatur, Hamburg 2022, ISBN 978-3-942226-30-1.